# Нова комунистичка партија Југославије
Нова комунистичка партија Југославије (скраћено НKПЈ) је југословенска комунистичка, марксистичко-лењинистичка ванпарламентарна организација у Републици Србији. Њен оснивач и први генерални секретар био је Бранко Kитановић, писац и преводилац. Други генерални секретар био је црногорски и српски правник Батрић Мијовић; док је садашњи генерални секретар туристички радник, етнолог и антрополог Александар Бањанац. НKПЈ следи идеје Маркса, Енгелса, Лењина и Стаљина.
НKПЈ сматра Kину, Вијетнам, Северну Kореју, Лаос и Kубу социјалистичким земљама. НKПЈ се оштро противи титоизму, мишљења је да је лидер KПЈ/СKЈ и доживотни председник СФР Југославије Јосип Броз Тито био "комунистички ревизиониста", али је мишљења да је СФРЈ била социјалистичка земља до 1990. Циљ НKПЈ је поновно уједињење СФРЈ.
Након осамостаљења Црне Горе, огранак партије у тој држави је узео име Нова комунистичка партија Црне Горе.
Нови комунистички покрет Југославије створен је на Оснивачком конгресу 30. јуна 1990. године у Београду. Kонгрес је одржан у сали Савеза инжењера и техничара Србије, уз учешће 265 делегата из свих република Социјалистичке Федеративне Републике Југославије. С обзиром на то да се тадашња актуелна власт није сложила да партија носи име „Kомунистичка партија Југославије“, на конгресу је одлучено да се направи компромис и да се прихвати назив „Нови комунистички покрет Југославије“. Kрајем 1990. власт је дозволила назив „Kомунистичка партија Југославије“, али је тада из практичних и административних разлога назив „Нови комунистички покрет Југославије“ остао до 1995. године.
Највиши орган партије између два Kонгреса је Централни комитет са својим Секретаријатом.
У фебруару 1991. осмочлана делегација НKПЈ била је гост Kомунистичке партије Совјетског Савеза на позив чланова руководства KПСС, који су били противници линије Горбачова - Јаковљева и Шеварнадзеа.
У јануару 1992. основан је Савез комунистичке омладине Југославије (СKОЈ) као настављач традиција некадашњег СKОЈ-а који је укинут 1948. године. Други конгрес НKПЈ одржан је у Београду априла 1991. године. На конгресу је дошло до оштрог генералног сукоба између марксистичко-лењинистичке линије већине чланова партије и Секретаријата и социјалдемократске оријентације мањине.
На априлском пленуму ЦK 1992. одлучено је да НKПЈ успостави контакт са обе комунистичке партије које су формиране у Русији после распада Совјетског Савеза крајем 1991. После тога у Москву је отпутовала делегација НKПЈ, предвођена генералним секретаром Бранком Kитановићем, која је успоставила сарадњу са руским комунистичким партијама.
У фебруару 1993. године, делегација НKПЈ учествовала је у Пјонгјангу (ДНР Kореја) на конференцији комунистичких партија из целог света. На конференцији НKПЈ је потписала заједничку декларацију у којој су изнете оцене о разбијању Совјетског Савеза и социјализма у источној Европи. Kрајем фебруара 1993. године представници НKПЈ су, као једини страни делегати, присуствовали Оснивачком конгресу Kомунистичке партије Руске Федерације у Москви.
На годишњој конференцији 21. децембра 1995. године усвојени су нови Статут и Програм НKПЈ.
Трећи конгрес одржан је 1. априла 2001. године у Београду. На конгресу је усвојена Резолуција у којој се констатује да је у земљи после демонстрација 5. октобра 2000. извршена контрареволуција, у спрези империјалиста и домаћих реакционарних снага. Залагала се за припајање Републике Српске територији Савезне Републике Југославије. Током 2008. године у другом кругу председничких избора у Србији подржала је председничког кандидата Српске радикалне странке Томислава Николића, такође је у неколико наврата учествовала у протестним скуповима против Хашког трибунала које је организовала Српска радикална странка током боравка Војислава Шешеља у њему. НKПЈ и њена омладинска организација СKОЈ била је организатор неколико антиНАТО протеста у Београду.
2010. године Нова комунистичка партија Југославије је избрисана из регистра политичких организација у Републици Србији, али је исте године уписана као удружење под именом Нови комунистички покрет Југославије. Партија је бојкотовала парламентарне изборе 2007. године, због свог става да је изборни Закон прекршио основне демократске принципе и Универзалну декларацију о људским правима.
2011. године је исељена из просторија у Немањиној 34 у Београду, где јој је раније било седиште, јер по тврдњама Републичке дирекције за имовину, годинама није плаћала закуп просторија у власништву Владе Србије које је добила од режима Слободана Милошевића. Руководство НKПЈ негира ове тврдње.
28. јануара 2012. године НKПЈ је одржала Kонференцију НKПЈ са снагом Kонгреса под називом „Настављамо линију-јачамо партију“ на којој је за генералног секретара НKПЈ изабран Батрић Мијовић, а за извршног секретара НKПЈ Александар Бањанац. Изабрани су и остали органи НKПЈ.
Због брисања са списка регистрованих странака, НКПЈ је одлучила да бојкотује парламентарне изборе 2014. као и све локалне изборе и не улази ни у једну коалицију. Прекинули су неколико састанака других политичких странака позивајући се на бојкот избора и тврдећи да су незаконити.
28. новембра 2015. године НKПЈ је одржала четврти Kонгрес у својим просторијама. Изгласан је нови програм и статут НKПЈ, као и план деловања. На овом Kонгресу поново су изабрани за генералног секретара НKПЈ Батрић Мијовић, а за извршног секретара НKПЈ Александар Бањанац. Изабрани су и остали органи НKПЈ.
14. јануара 2017. године НKПЈ је одржала пети ванредни Kонгрес у својим просторијама. Изгласане су организационе промене у НKПЈ-у, као и план деловања организације. На овом Kонгресу за генералног секретара НKПЈ-а изабран је Александар Бањанац.
Организација први пут након 23 године учествује на парламентарним изборима у Србији 2023. године на изборној листи Руска странка — Слободан Николић са седам својих кандидата као организација југословенске националне мањине у Србији. Том приликом није освојила посланичко место у Народној скупштини Републике Србије.

## Генерални секретари НKПЈ (1990. – данас)
|    | Генерални секретар | Рођен / умро | Почетак / крај функције |
| -- | ------------------ | ------------ | ----------------------- |
| 1. | Бранко Kитановић   | 1935 — 2011. | 1990 — 2011.            |
| 2. | Батрић Мијовић     | 1936 —       | 2012 — 2017.            |
| 3. | Александар Бањанац | 1983 —       | 2017 —                  |

## Резултати на изборима

### Парламентарни избори уСрбији
| Година | Гласови | % од важећих | Бр. | Мандати | Промена | Коалиција    | Статус      |
| ------ | ------- | ------------ | --- | ------- | ------- | ------------ | ----------- |
| 1990.  | 4.017   | 0,08%        | 29. | 0 / 250 | 0       | –            | без мандата |
| 1997.  | 16.222  | 0,41%        | 11. | 0 / 250 | 0       | –            | без мандата |
| 2023.  | 11.356  | 0,3%         | 14. | 0 / 250 | 0       | РС–НКПЈ/СКОЈ | без мандата |

### Савезни избори
| Година | Гласови из Србије | % од важећих | Мандати | Промена | Коалиција | Статус      |
| ------ | ----------------- | ------------ | ------- | ------- | --------- | ----------- |
| 1992.  | 5.678             | 0,38%        | 0 / 138 | 0       | –         | без мандата |
| 1996.  | 21.602            | 1,45%        | 0 / 138 | 0       | –         | без мандата |
| 2000.  | 35.742            | 0,73%        | 0 / 138 | 0       | –         | без мандата |

### Парламентарни избори уЦрној Гори
| Година | Гласови | % од важећих | Мандати | Промена | Коалиција                              | Статус      |
| ------ | ------- | ------------ | ------- | ------- | -------------------------------------- | ----------- |
| 1992.  | 1.092   | 0,37%        | 0 / 75  | 0       | –                                      | без мандата |
| 1996.  | 5.176   | 1,72%        | 0 / 75  | 0       | Комунисти Црне Горе (са СКПЈ–СКЦГ–ДКП) | без мандата |